# 陈济棠夫妇合葬墓
陈济棠夫妇合葬墓，位于中国广东省湛江市湛江湖光岩风景区内，为湛江市的一个市、县级文物保护单位，类型为其他，公布时间为1995年10月15日。
陈济棠夫妇合葬墓的历史年代为1949年。